# Baba Yaga : La Forêt des damnés
Pour les articles homonymes, voir Baba Yaga (homonymie).
Pour plus de détails, voir Fiche technique et Distribution.
Baba Yaga : La Forêt des damnés (Яга. Кошмар тёмного леса, Yaga. Kochmar tiomnogo lessa) est un film russe réalisé par Sviatoslav Podgaïevski, sorti en 2020. 

## Fiche technique
- Titre original : Яга. Кошмар тёмного леса
- Titre français : Baba Yaga : La Forêt des damnés[1]
- Réalisation : Sviatoslav Podgaïevski
- Scénario : Natalia Doubovaïa, Sviatoslav Podgaïevski, Ivan Kapitonov
- Photographie : Anton Zenkovitch
- Musique : Nikolaï Skatchkov
- Pays d'origine : Russie
- Format : Couleurs - 35 mm - Mono
- Genre : film d'horreur
- Durée : 97 minutes
- Date de sortie : 2020

## Distribution
- Oleg Tchougounov : Egor
- Mariana Spivak : Ioulia
- Svetlana Oustinova : Tatiana/Baba Yaga
- Alexeï Rozine : Alexeï
- Igor Khripounov : Mratchny
- Glacha Goloubeva : Dacha
- Artiom Jigouline : Anton
- Marta Timofeïeva : Seta
- Evguenia Evstigneïeva